# Jungle (album)
Singles
1. Platoon
Sortie : 16 décembre 2013
2. The Heat
Sortie : 16 décembre 2013
3. Busy Earnin'
Sortie : 7 avril 2014
4. Time
Sortie : septembre 2014

Jungle est le premier album du groupe londonien Jungle, sorti le 14 juillet 2014 sur le label XL Recordings. En septembre 2014, l'album est nommé pour le Mercury Prize.

## Pistes de l'album
Toutes les chansons sont écrites et composées par Jungle.
| No  | Titre                   | Durée |
| --- | ----------------------- | ----- |
| 1.  | The Heat                | 3:16  |
| 2.  | Accelerate              | 3:04  |
| 3.  | Busy Earnin'            | 3:01  |
| 4.  | Platoon                 | 3:12  |
| 5.  | Drops                   | 2:53  |
| 6.  | Time                    | 3:33  |
| 7.  | Smoking Pixels          | 1:47  |
| 8.  | Julia                   | 3:15  |
| 9.  | Crumbler                | 3:02  |
| 10. | Son of a Gun            | 3:28  |
| 11. | Lucky I Got What I Want | 4:16  |
| 12. | Lemonade Lake           | 4:19  |

## Crédits
Jungle
- Josh Lloyd-Watson
- Tom McFarland
- Fraser MacColl

Autre musiciens
- Rudi Salmon – chant
- Andro Cowperthwaite – chant
- F. MacColl – guitare
- D. Whalley – percussion
- G. Day – batterie

Personnel de post-production
- Jungle – design, production
- David Wrench – mixing
- Mandy Parnell – mastering
- Imran Ahmed – A&R
- Phil Lee – design
- Oliver Hadlee Pearch – photographie

## Classements
| Classement(2014)                  | Meilleure position |
| --------------------------------- | ------------------ |
| Australie (ARIA)                  | 20                 |
| Belgique (Flandre Ultratop)       | 21                 |
| Belgique (Wallonie Ultratop)      | 38                 |
| Danemark (Tracklisten)            | 28                 |
| Pays-Bas (Mega Album Top 100)     | 42                 |
| France (SNEP)                     | 42                 |
| Allemagne (Media Control AG)      | 43                 |
| Nouvelle-Zélande (RIANZ)          | 34                 |
| Écosse (OCC)                      | 25                 |
| Suisse (Schweizer Hitparade)      | 22                 |
| Royaume-Uni (UK Albums Chart)     | 7                  |
| Royaume-Uni (Albums indépendants) | 1                  |
| États-Unis Billboard 200          | 84                 |